# ERP
ERP (англ. enterprise resource planning, планирование ресурсов предприятия) — организационная стратегия интеграции производства и операций, управления трудовыми ресурсами, финансового менеджмента и управления активами, ориентированная на непрерывную балансировку и оптимизацию ресурсов предприятия посредством специализированного интегрированного пакета прикладного программного обеспечения, обеспечивающего общую модель данных и процессов для всех сфер деятельности. ERP-система — конкретный программный пакет, реализующий стратегию ERP.
Концепция ERP сформулирована в 1990 году аналитиком Gartner как видение развития методик MRP II и CIM, в начале — середине 1990-х годов появилось несколько успешных тиражируемых ERP-систем для крупных организаций, наиболее известные — разработки компаний Baan, Oracle, PeopleSoft, SAP, JD Edwards, сформировался рынок услуг по внедрению ERP-систем с участием компаний большой четвёрки, в 2000-е годы произошла консолидация поставщиков, появилось значительное количество ERP-систем для малого и среднего бизнеса, наиболее известными поставщиками которых стали Sage Group и Microsoft.
Внедрение ERP-системы считается фактически необходимым условием для публичной компании и, начиная с конца 1990-х годов, ERP-системы, изначально внедрявшиеся только промышленными предприятиями, эксплуатируются большинством крупных организаций вне зависимости от страны, формы собственности, отрасли.

## История
Понятие «ERP» ввёл аналитик Gartner Ли Уайли (англ. Lee Wylie) в 1990 году в исследовании о развитии MRP II. Уайли спрогнозировал появление тиражируемых многопользовательских систем, обеспечивающих сбалансированное управление всеми ресурсами организации, не только относящихся к основной деятельности производственного предприятия, но и объединяющих посредством общей модели данных данные о производстве, закупках, сбыте, финансах, кадрах. В начале 1990-х годов концепция обрела известность за счёт поддержки производителями прикладного программного обеспечения, в частности, она была реализована в продукте SAP R/3, выпущенном в 1992 году в развитие пакета управления материальными потоками SAP R/2 для мейнфреймов, и Oracle Applications, созданном в эти годы на основе интеграции и реинжиниринга приложений, разработанных корпорацией Oracle на заказ в конце 1980-х годов.
К середине 1990-х годов сформировался рынок консультационных услуг по внедрению ERP-систем, причём внедрением систем занимались не только сами производители программного обеспечения, но и консалтинговые компании. Так, в 1996 году в Andersen Consulting было 3200 консультантов по внедрению R/3, в самой SAP — 2800, в PricewaterhouseCoopers — 1800, в Deloitte & Touche — 1400, а в 1999 году из 50 тыс. R/3-консультантов в SAP работало только 10 %.
В 1998 году PricewaterhouseCoopers, характеризуя рынок ERP-систем, ввела в общеупотребительный оборот акроним BOPSE — Baan, Oracle, Peoplesoft, SAP, JD Edwards — обозначающий пятёрку основных поставщиков ERP. Кроме этих систем на рынке конца 1990-х годов отмечались как существенные игроки также (non-BOPSE) Lawson, Great Plains, QAD, Ross and Solomon. Также отмечено, что по состоянию на 1998 год более 60 % транснациональных корпораций внедрили SAP R/3.
Если в начале 1990-х годов ERP-системы внедрялись, прежде всего, в промышленности, и, как решения реализующие MRP II как компонент — машиностроительными предприятиями, то во второй половине 1990-х годов применение ERP-систем стало повсеместным и в сфере услуг, в том числе предприятиями электросвязи, энергосбытовыми компаниями, и даже органами государственной власти и некоммерческими организациями. К этому же времени в связи с быстрым ростом количества модулей в ERP-системах и их функциональных возможностей относится представление о ERP-системах как всеобъемлющем программном обеспечении для организаций, принципиально заменяющем все прочие прикладные программы, сменившееся к началу 2000-х годов выделением таких функций как CRM и PLM в отдельные от ERP программные пакеты и очерчиванием рамок ERP как универсальных систем для бэк-офисных процессов и управления ресурсами (а CRM-систем — рамками внешних взаимоотношений и фронт-офиса, и PLM — интеллектуальной собственностью).
С ростом популярности всемирной паутины и развитием функциональных возможностей веб-браузеров в конце 1990-х — начале 2000-х годов, практически все ведущие производители оборудовали ERP-системы веб-доступом (первые попытки реализации отдельных функциональных возможностей для браузера относятся к 1996 году в SAP, но первой, реализовавшей всеобъемлющий веб-доступ к системе, была Oracle в 1998 году, SAP реализовала полный веб-доступ в 1999 году, веб-интерфейс для Peoplesoft появился в 2000 году).
К 1999 году относится начало разработки первой свободно распространяемой ERP-системы — Compiere, впоследствии появились и другие свободные ERP-пакеты, самые известные из них — ADempiere, Openbravo (форки Compiere), ERP5, OpenERP.
В первой половине 2000-х годов произошла существенная консолидация поставщиков ERP-систем: в 2000-м году Microsoft поглотила Great Plains (на основе её продуктов сформирован пакет Microsoft Dynamics GP), и объединённую компанию Damgaard и Navision (сформировав соответственно пакеты Microsoft Dynamics AX и Microsoft Dynamics NAV), в 2003 году Peoplesoft приобретает JD Edwards за $1,7 млрд, выйдя на второе место на рынке ERP с долей 12 % (при общем объёме рынка $23,6 млрд в 2004 году), опережая Oracle и уступая только SAP, а в 2004 году Oracle осуществил враждебное поглощение PeopleSoft за $10,3 млрд. К 2006 году объём проданных лицензий на ERP-системы составил $28 млрд, увеличившись по сравнению с 2005 годом на 18 %, доли поставщиков распределились следующим образом: SAP — 42 %, Oracle — 25 %, Sage Group — 7 %, Microsoft — 7 %, Infor — 6 %, к 2010 году отрыв SAP и Oracle сократился до 24 % и 18 %, а доля Microsoft — выросла до 11 %.
Вторая половина 2000-х годов отмечена повсеместным оснащением ERP-систем поддержкой сервис-ориентированной архитектуры: для большинства ведущих систем была обеспечена возможность вызвать любую функцию автоматизированно стандартизованным способом. Благодаря этому обеспечено снижение издержек на межсистемную интеграцию в организациях, использующих системы от разных производителей, появились платформы и готовые реализации композитных приложений.
Начиная с середины 2000-х годов возникла целая серия ERP-систем, предоставляющихся исключительно по подписке (наиболее известные из них — NetSuite и Plex), а с ростом популярности облачных вычислений и основные поставщики обеспечили предоставление заказчикам своих систем по подписке.

## Ключевые принципы
В качестве характеристической особенности ERP-стратегии отмечается принципиальный подход к использованию единой транзакционной системы для подавляющего большинства операций и бизнес-процессов организации, вне зависимости от функциональной и территориальной разобщённости мест их возникновения и прохождения, обязательность сведе́ния всех операций в единую базу для последующей обработки и получения в реальном времени сбалансированных планов.
Тиражируемость, то есть возможность применить один и тот же программный пакет для разных организаций (возможно, с разными настройками и расширениями), фигурирует как одно из обязательных условий ERP-системы. Одной из причин повсеместного использования тиражируемых ERP-систем вместо разработки на заказ указывается возможность внедрения лучших практик посредством реинжиниринга бизнес-процессов согласно решениям, применённым в ERP-системе. Однако, встречаются и упоминания интегрированных систем, разработанных для отдельной организации на заказ как ERP-систем.
Необходимость всеобъемлющего применения ERP-системы в территориально-распределённых организациях требует поддержки в единой системе множества валют и языков. Более того, необходимость поддерживать несколько организационных единиц (несколько юридических лиц, несколько предприятий), несколько различных планов счетов, учётных политик, различных схем налогообложения в едином экземпляре системы оказывается необходимым условием для применения в холдингах, транснациональных корпорациях.
Применимость в различных отраслях накладывает на ERP-системы, с одной стороны, требования к универсальности, с другой стороны — поддержку расширяемости отраслевой спецификой. Основные крупные системы включают готовые специализированные модули и расширения для различных отраслей (известны специализированные решения в рамках ERP-систем для машиностроительных и обрабатывающих производств, предприятий добывающей промышленности, розничной торговли, дистрибуции, банков, финансовых организаций и страховых компаний, предприятий электросвязи, энергетики, организаций сектора государственного управления, сферы образования, медицины и других отраслей).

## Модули ERP
Модульный принцип организации позволяет внедрять ERP-системы поэтапно, последовательно переводя в эксплуатацию один или несколько функциональных модулей, а также выбирать только те из них, которые актуальны для организации. Кроме того, модульность ERP-систем позволяет строить решения на основе нескольких ERP-систем, выбирая из каждой лучшие в своём классе модули (англ. best-of-breed). Разбивка по модулям и их группировка различная, но у большинства основных поставщиков выделяются группы модулей: финансы, персонал, операции.
В 1990-е годы в качестве модулей крупных ERP-систем поставлялись решения для клиентского обслуживания, управления проектами и управления жизненным циклом продукции, но с бурным развитием самостоятельных решений классов CRM, PPM и PLM соответственно, эти модули были либо перепроектированы как отдельно поставляемые продукты, и, фактически, сохраняя преемственность в рамках пакетов бизнес-приложений, просто перестали позиционироваться как часть ERP-продукта, либо были заменены в продуктовых линейках на отдельные, специализированно разработанные решения.

### Финансы
Финансовые модули, прежде всего, главная книга, многими практиками считаются центральными компонентами ERP-системы, а формирование финансовой отчётности средствами ERP-системы считается одним из фактически обязательных условий для положительных результатов процедуры due diligence.
Среди финансовых модулей ERP фигурирует множество различных функциональных блоков, в разных системах и разных версиях выделяются различные их компоновки, среди наиболее часто встречающихся (по организационным подразделениям):
- бухгалтерские: главная книга, счета к получению (дебиторы), счета к оплате (кредиторы), консолидация;
- учётно-управленческие, контроллинговые: учёт затрат и доходов по местам возникновения, по продуктам, по проектам, калькуляция себестоимости;
- казначейские: управление ликвидностью, управление движением денежных средств (включая банковские счета и кассу), взаимодействие с банками, управление долгом и заимствованиями;
- финансово-управленческие: управление основными средствами, инвестиционный менеджмент, финансовый контроль и управление рисками.

Также иногда в состав финансовых модулей ERP-систем включены финансовое планирование и управление ключевыми показателями эффективности, но основные разработчики поставляют для этих функций отдельные специализированные программные продукты.

### Персонал
Одним из принципиальных отличий ERP как стратегии от использования раздельных приложений для MRP II и автоматизации расчёта зарплаты было представление о тесной интеграции информации о трудовых ресурсах для возможности оперативного планирования и управления операциями с учётом информации о доступности персонала, возможности точно рассчитывать затраты по местам возникновения и продуктам в согласовании с информацией о компенсации задействованного персонала. Примечательно, что один из лидирующих поставщиков ERP конца 1990-х — начала 2000-х годов — Peoplesoft — начинал свою деятельность именно как разработчик пакетов для кадрового учёта и расчёта зарплаты.
В начале 2000-х годов ведущие поставщики продвигали представление о необходимости управления персоналом как человеческим капиталом организации (соответственно, введя в употребление аббревиатуру HCM — англ. human capital management), и в рамках реализации этой концепции нарастили функциональные возможности модулей управления персоналом в части возможности ведения информации о профессиональных навыках, планирования обучения, карьеры сотрудников и обеспечив применимость информации, обрабатываемой в этих модулях, для целей стратегического управления организацией, расчёта ключевых показателей эффективности, финансового менеджмента.
Среди модулей управления персоналом в ERP-системах 2000-х годов: кадровый учёт, учёт рабочего времени (табельный учёт), управление нарядами на работы, командировками, расчёт производительности трудовых ресурсов, управление оплатой труда, премиями, компенсациями и расчёт заработной платы, пенсионный учёт, оценка персонала, управление квалификацией (профессиональными навыками, обучением), подбор персонала.

### Операции
Модули операционного блока покрывают деятельность организации по созданию продуктов и услуг и необходимые функции по обеспечению этих процессов. Если кадровые и финансовые модули достаточно универсальны для различных организаций, то многие операционные модули более специфичны для различных отраслей, так как подходы к преобразованию ресурсов в разных отраслях существенно отличаются. В большинстве систем сформировались следующие группы операционных модулей:
- Логистические: снабжение, управление взаимоотношениями с поставщиками, управление цепочками поставок и транспортировкой, управление запасами, складами, инвентаризацией;
- Производственные: управление спецификациями (англ. Bill of materials; в дискретных производствах) и рецептурами (в процессных производствах (англ. Process manufacturing; в химических, металлургических, пищевых и ряде других), производственное планирование, учёт продукции, управление производственными программами;
- Обеспечивающие: управление техническим обслуживанием и ремонтами оборудования, планирование мощностей, управление транспортом;
- Сбытовые: ценообразование, обработка и конфигурирование заказов, продажи, послепродажное обслуживание.

Отдельные функции операционного блока зачастую выносятся в специализированные программные продукты и фигурируют как выделенные классы прикладного программного обеспечения, таковыми являются EAM для технического обслуживания и ремонтов, CRM для продаж и дистрибуции, PLM для управления спецификациями, APS и MES для управления производством.

## Рынок ERP-систем
Согласно анализу Panorama Consulting, по состоянию на 2010 год поставщики ERP-систем разделены на три группы по мере уменьшения доли присутствия на рынке:
1. SAP (24 %), Oracle (18 %), Microsoft (11 %);
2. Epicor, Sage, Infor, IFS, QAD, Lawson, Ross — 11 % на всех;
3. ABAS, Activant Solutions, Baan, Bowen and Groves, Compiere, Exact, Netsuite, Visibility, Blue Cherry, HansaWorld, Intuitive, Syspro.

Третья группа и плюс не представленные поставщики заняли в общей сложности 36 % рынка. Распределение поставщиков на рынке зависит от масштаба заказчиков, так, в сегменте ERP для организаций с выручкой более 1 млрд долларов у SAP — 47 %, у Oracle — 32 %, у Microsoft — 4 %, тогда как в сегменте организаций с выручкой до $25 млн у SAP — 22 %, у Oracle — 23 %, у Microsoft — 16 %.
Ситуация на региональных рынках может отличаться от мировой, так, на российском рынке к 2020 году IDC отмечало следующее распределение долей поставщиков: SAP — 42,4 %, 1С — 39,2 %, Microsoft — 7,4 %, Oracle — 4,8 %, Галактика — 3,6 %, на украинском (2010): SAP — 43,4 %, IT-Enterprise — 15,7 %, 1С — 13,9 %, Oracle — 11,7 %, Microsoft — 6,1 % при объёме $46,64 млн, а в Бразилии (2012) около 50 % рынка принадлежало местной Totvs, у SAP — 30 %.